# Guido Cantelli
Guido Cantelli (Novara, 27 aprile 1920 – Orly, 24 novembre 1956) è stato un direttore d'orchestra italiano.

## Biografia
Guido Cantelli nacque a Novara il 27 aprile 1920, secondogenito di Antonio e di Angela Riccardone. Iniziò giovanissimo lo studio del pianoforte con Felice Fasola e dell'organo con Paolo Delachi, finché, nell'agosto del 1939, fu ammesso al Conservatorio Verdi di Milano, dove fu allievo di Arrigo Pedrollo e di Giorgio Federico Ghedini; e per la direzione d'orchestra di Antonino Votto. Iniziata l'attività direttiva fin dal 1940, si diplomò in composizione all'inizio del 1943.

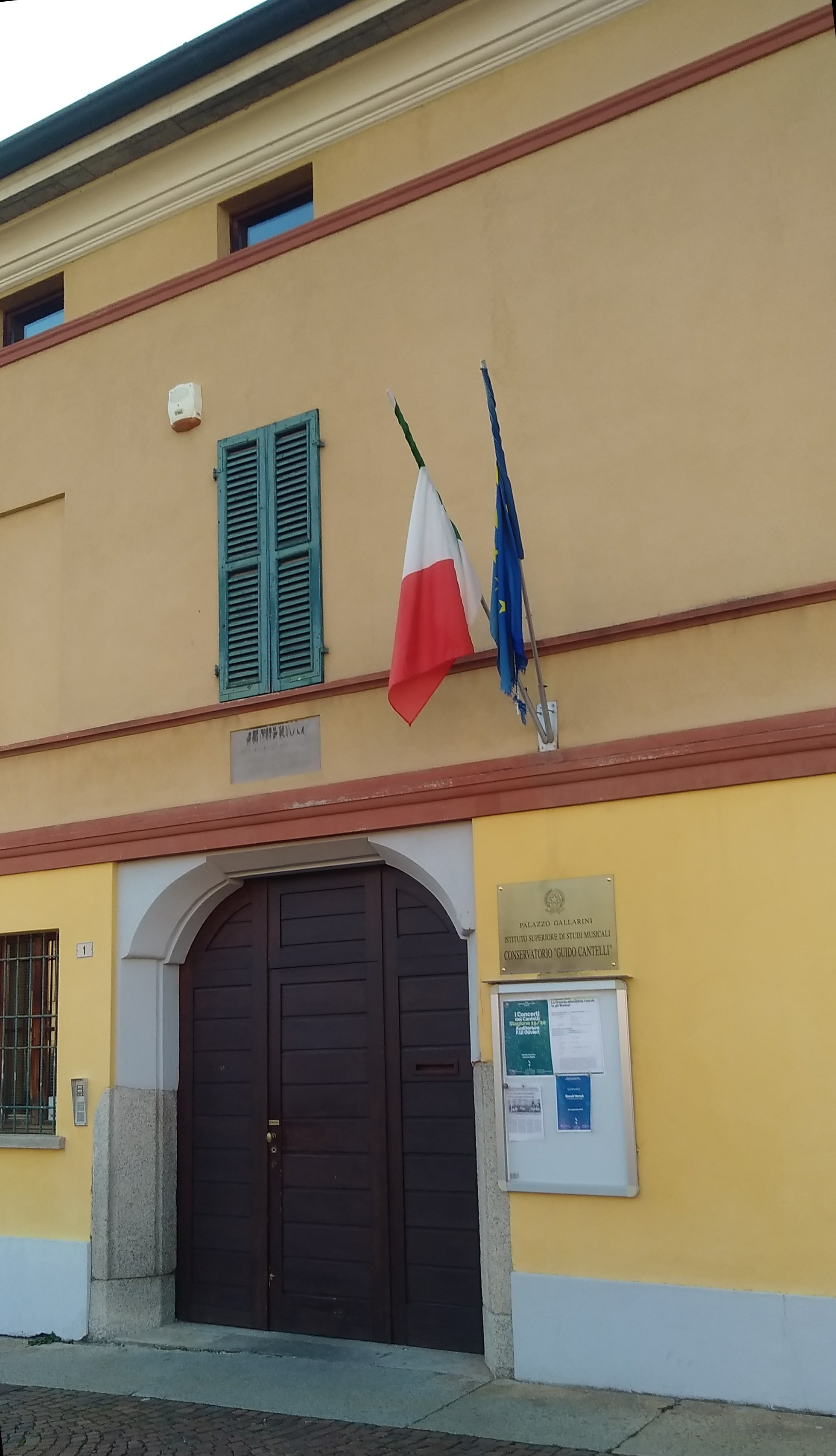
Novara: il conservatorio Guido Cantelli

Il 21 febbraio dello stesso anno esordì con successo al Teatro Coccia di Novara, dirigendo una rappresentazione de La traviata di Verdi, ma poco dopo, con il precipitare della situazione bellica, fu chiamato alle armi e costretto ad interrompere la sua attività. Inviato con una squadra di lavoratori a Francoforte, dopo l'8 settembre fu inviato in un campo di concentramento nei pressi di Stettino. Rimpatriato per malattia nel 1944, Cantelli si stabilì a Torino, dove riprese l'attività musicale, e poco dopo fu invitato a dirigere alcuni concerti con l'orchestra sinfonica della Radio di Milano.
Nel 1945, subito dopo la Liberazione, sposò Iris Bilucaglia, che gli darà il figlio Leonardo. Il 27 luglio dello stesso anno esordì con l'Orchestra del Teatro alla Scala in un concerto della stagione estiva al Castello Sforzesco. Da questo momento ebbe inizio per Cantelli una brillante carriera internazionale, che in breve tempo lo condusse nei maggiori centri musicali europei e americani.
Il 22 settembre 1946 dirige con Ildebrando Pizzetti un concerto sinfonico al Teatro La Fenice di Venezia dove in novembre dirige il Concerto per violoncello e orchestra (Schumann) con Enrico Mainardi e La valse di Maurice Ravel ed in dicembre la Sinfonia n. 1 (Beethoven).
Nell'aprile 1948 a Venezia dirige la Sinfonia n. 5 (Beethoven) e la Sinfonia n. 38 (Mozart).

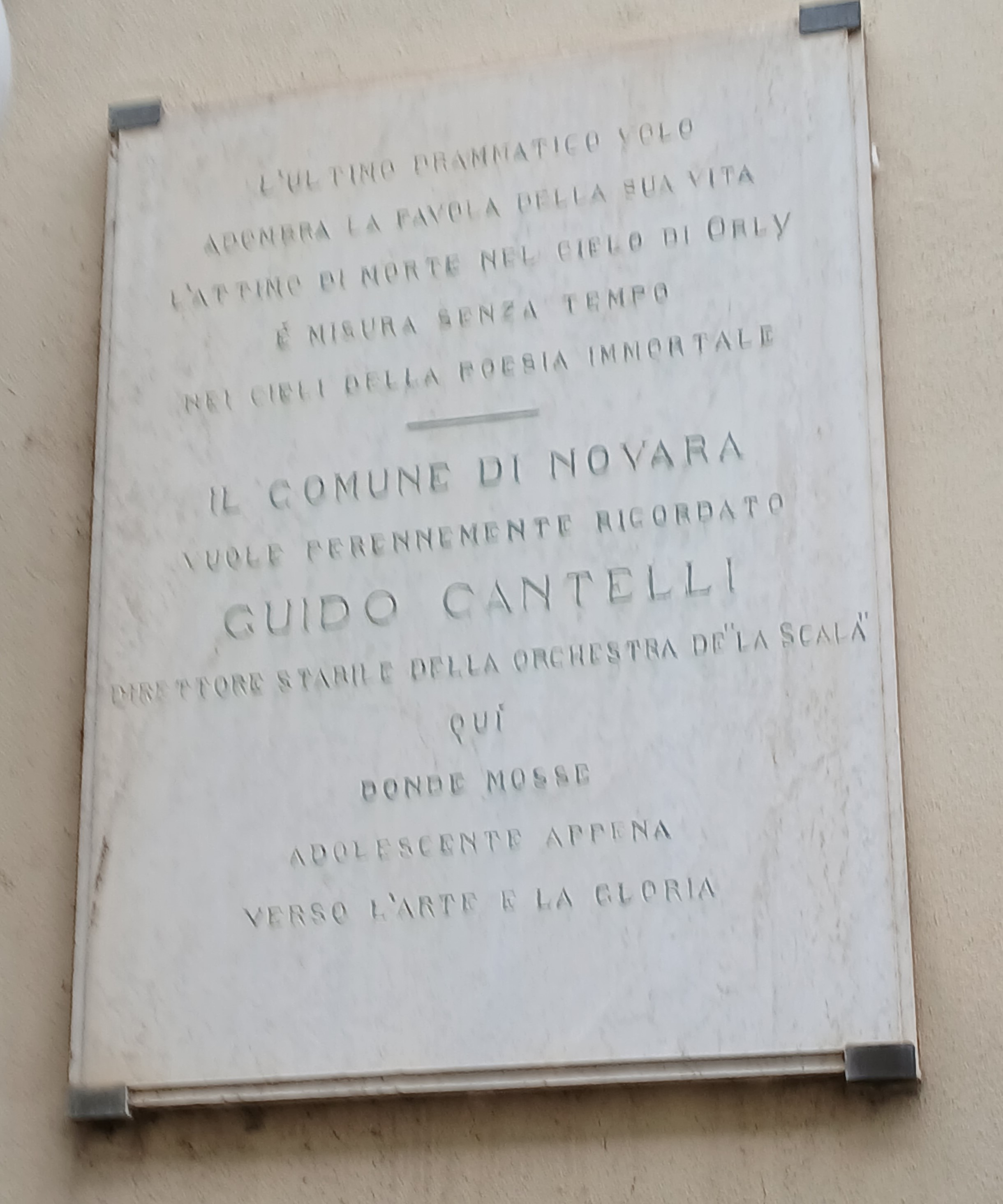
Lapide commemorativa nel centro di Novara

Il 21 maggio 1948 diresse il suo primo concerto nella ricostruita sala del Piermarini e fu subito notato da Arturo Toscanini, che volle invitarlo a dirigere la sua leggendaria orchestra, la NBC Symphony Orchestra, e il 15 gennaio 1949 ebbe luogo il suo debutto americano, con un programma comprendente la Sinfonia n. 93 di Haydn e l'opera Mathis der Maler di Hindemith.
Nel 1950, dopo i quattro concerti previsti con la NBC, Toscanini scrisse a Iris, la moglie di Cantelli:
Contemporaneamente Cantelli proseguiva la sua trionfale carriera in patria e in Europa, (diresse anche come ospite i Wiener Philharmoniker nell'agosto del 1953), e dopo un lungo periodo di attività dedicato esclusivamente al grande repertorio sinfonico, volle per un attimo ritornare anche a quello teatrale, dirigendo alla Piccola Scala il 27 gennaio 1956 una memorabile edizione di Così fan tutte di Mozart, con il grande soprano Elisabeth Schwarzkopf, Graziella Sciutti, Luigi Alva, Rolando Panerai e Franco Calabrese.
In seguito ai suoi successi internazionali, Guido Cantelli fu nominato direttore dell'Orchestra del Teatro alla Scala di Milano il 16 novembre dello stesso anno, ma la sua vita e la sua brillante e promettente carriera furono stroncate in un incidente aereo avvenuto all'Aeroporto di Orly a Parigi soltanto otto giorni più tardi, all'alba del 24 novembre, mentre si recava negli Stati Uniti, dove era stato invitato per dirigere una serie di concerti con la Filarmonica di New York.
A Toscanini, che morirà meno di due mesi dopo, il 16 gennaio 1957, non fu mai detto della triste fine del suo allievo prediletto.
Di Guido Cantelli, che prometteva di divenire un grande direttore d'orchestra contemporaneo, restano alcune pregevoli registrazioni, nelle quali interpreta fra gli altri Beethoven, Brahms, Musorgskij, Liszt, Ravel, Debussy e Rossini. L'unica opera di cui esiste una registrazione è Così fan tutte, alla Scala nel 1956. Esistono anche registrazioni live del Requiem di Mozart, della Messa da Requiem di Verdi, e di diversi concerti con la NBC Symphony Orchestra.
Le sue spoglie riposano nel famedio del cimitero di Novara.

## Premio Cantelli
In occasione del centenario della nascita di Guido Cantelli, è rinato nel 2020 il Premio internazionale di Direzione d'orchestra intitolato al suo nome, che fu istituito nel 1961 dall'Ente Provinciale per il Turismo di Novara. Il Concorso ha lanciato direttori come Riccardo Muti, Eliahu Inbal, Donato Renzetti e altri.

## Registrazioni
- Wolfgang Amadeus Mozart, Requiem, con Renata Tebaldi, Fedora Barbieri, Giacinto Prandelli e Cesare Siepi, Edimburgo, 8 settembre 1950
- Mozart, Così fan tutte, con Elisabeth Schwarzkopf, Nan Merriman, Graziella Sciutti, Luigi Alva, Rolando Panerai e Franco Calabrese, Milano, 1956.
- Debussy: Prélude a l'après midi d'un faune- Ravel: Pavane pour un infante défunte con l'Orchestra Philharmonia di Londra. Microsolco 45 Extended play La Voce del Padrone 7E -RQ203 marzo 1959.
- Felix Mendelssohn: Concerto per Violino e Orchestra op.64, Jascha Heifetz, New York Philharmonic Orchestra.
- Maurice Ravel: Bolero, NBC Symphony Orchestra, 20 dicembre 1952
- Gioachino Rossini: L'assedio di Corinto, Overture, Orchestra dell'Accademia Nazionale di Santa Cecilia, 5 maggio 1949.
- Igor Stravinskij, Le Chant du Rossignol, Suite NBC Symphony Orchestra.
- Antonio Vivaldi: Le quattro stagioni.
- Giuseppe Verdi Requiem, con Herva Nelli, Claramae Turner, Richard Tucker e Jerome Hines, New York, 6 febbraio 1955.
- Franz Schubert Sinfonia n. 8.